# Aminoacil-tRNA sintetase
Uma aminoacil-tRNA sintetase (aaRS ou ARS), também chamada tRNA-ligase, é uma enzima que catalisa a esterificação de um específico aminoácido (ou de um seu precursor) em um dos possíveis tRNA correspondentes, com vista a formar um aminoacil-tRNA, ou seja, liga o aminoácido apropriado ao seu tRNA.
Ela faz isso catalisando a transesterificação de um aminoácido cognato específico ou seu precursor para um de todos os seus tRNAs cognatos compatíveis para formar um aminoacil-tRNA. Em humanos, os 20 tipos diferentes de aa-tRNA são produzidos pelas 20 diferentes aminoacil-tRNA sintetases, uma para cada aminoácido do código genético.
A sintetase liga inicialmente uma molécula de ATP e o correspondente aminoácido (ou seu precursor), para formar un aminoacil-adenilato, com libertação de uma molécula de pirofosfato. O complexo adenilato-aaRS liga-se então à molécula de tRNA apropriada, e o aminoácido é transferido do aa-AMP para  o 2'- oo 3'-OH da última base de tRNA (A76) no extremo 3' da molécula. Algumas sintetases também mediam a reacção de proofreading, para assegurar uma alta fidelidade no carregamento das moléculas de tRNA; se o tRNA for incorrectamente carregado, a ligação aminoacil-tRNA é hidrolizada.
aminoácido + ATP → aminoacil-tRNA + AMP
(aminoácido + ATP → aminoacil-AMP + PPi e aminoacil-AMP + tRNA → aminoacil-tRNA + AMP)
Isso às vezes é chamado de "carregar" ou "carregar" o tRNA com um aminoácido. Uma vez que o tRNA é carregado, um ribossomo pode transferir o aminoácido do tRNA para um peptídeo em crescimento, de acordo com o código genético. Aminoacil tRNA, portanto, desempenha um papel importante no tradução de RNA, a expressão de genes para criar proteínas.

## Mecanismo
A sintetase primeiro liga ATP e o aminoácido correspondente (ou seu precursor) para formar um aminoacil-adenilato, liberando pirofosfato inorgânico (PPi ). O complexo adenilato-aaRS liga-se então ao braço D da molécula de tRNA apropriado e o aminoácido é transferido do aa-AMP para o OH 2'- ou 3' do último nucleotídeo de tRNA (A76) na extremidade final 3'.
O mecanismo pode ser resumido na seguinte série de reações:
1. Aminoácido + ATP → Aminoacil-AMP + PPi
2. Aminoacil-AMP + tRNA → Aminoacil-tRNA + AMP

Resumindo as reações, a reação geral altamente exergônica é a seguinte:
- Aminoácido + tRNA + ATP  → Aminoacil-tRNA + AMP + PPi

Algumas sintetases também medeiam uma reação de edição para garantir a alta fidelidade do carregamento do tRNA.  Se o tRNA incorreto for adicionado (aka. o tRNA é considerado cobrado indevidamente), a ligação aminoacil-tRNA é hidrolisada.  Isso pode acontecer quando dois aminoácidos têm propriedades diferentes, mesmo que tenham formas semelhantes—como é o caso com valina e treonina.
A precisão de aminoacil-tRNA sintetase é tão alto que muitas vezes é emparelhado com a palavra "superespecificidade" quando comparada com outras enzimas que estão envolvidas no metabolismo.  Embora nem todas as sintetases possuam um domínio com a finalidade única de edição, elas o compensam por possuírem ligação e ativação específicas de seus aminoácidos afiliados.  Outra contribuição para a precisão dessas sintetases é a razão entre as concentrações de aminoacil-tRNA sintetase e seu tRNA cognato.  Como o tRNA sintetase acila indevidamente o tRNA quando a sintetase é produzida em excesso, deve existir um limite nos níveis de aaRSs e tRNAs in vivo.

## Classes
Existem duas classes de aminoacil-tRNA sintetases, cada uma composta por dez enzimas:
- A Classe I apresenta dois motivos de sequências altamente conservados.  Ela aminoacila o 2'-OH de um nucleotídeo adenosina terminal no tRNA, e geralmente é monomérica ou dimérica (uma ou duas subunidades, respectivamente).

- A Classe II apresenta três motivos de sequências altamente conservados.  Ela aminoacila o 3'-OH de uma adenosina terminal no tRNA, e é geralmente dimérica ou tetramérica (duas ou quatro subunidades, respectivamente).

A única excepção é a fenilalanil-tRNA sintetase (PheRS), enzima de classe II que liga a fenilalanina ao 2'-OH do tRNAPhe.
Os aminoácidos estão ligados ao grupo hidroxila (-OH) da adenosina através do grupo carboxila (-COOH).
Independentemente de onde o aminoacil está inicialmente ligado ao nucleotídeo, o 2'-O-aminoacil-tRNA acabará por migrar para a posição 3' via transesterificação.

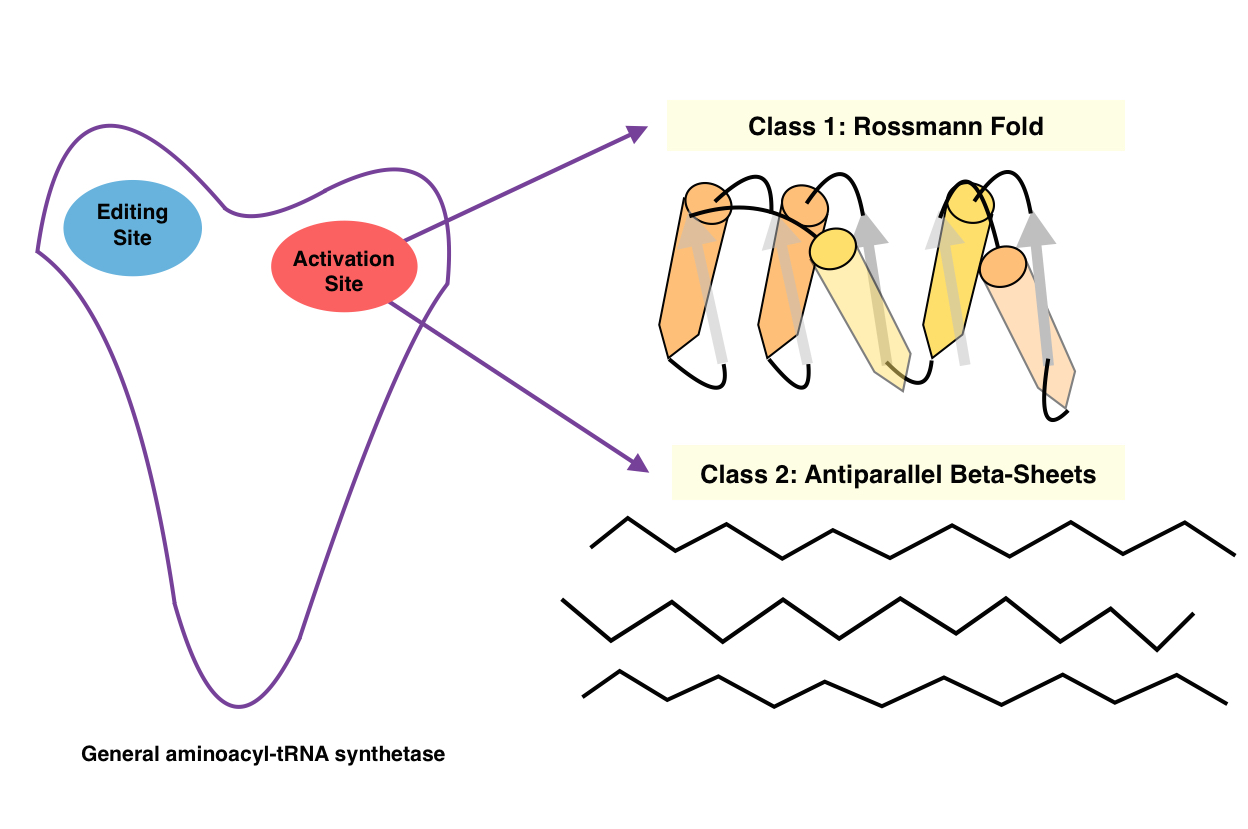
Uma estrutura geral de uma aminoacil-tRNA sintetase é mostrada aqui com um local de edição, bem como um local de ativação. A principal diferença entre sintetases classe I e classe II é o local de ativação. Aqui você pode ver a estrutura geral da dobra de Rossmann observada nos aaRSs de classe I e a estrutura geral das folhas beta antiparalelas observadas nos aaRSs de classe II.

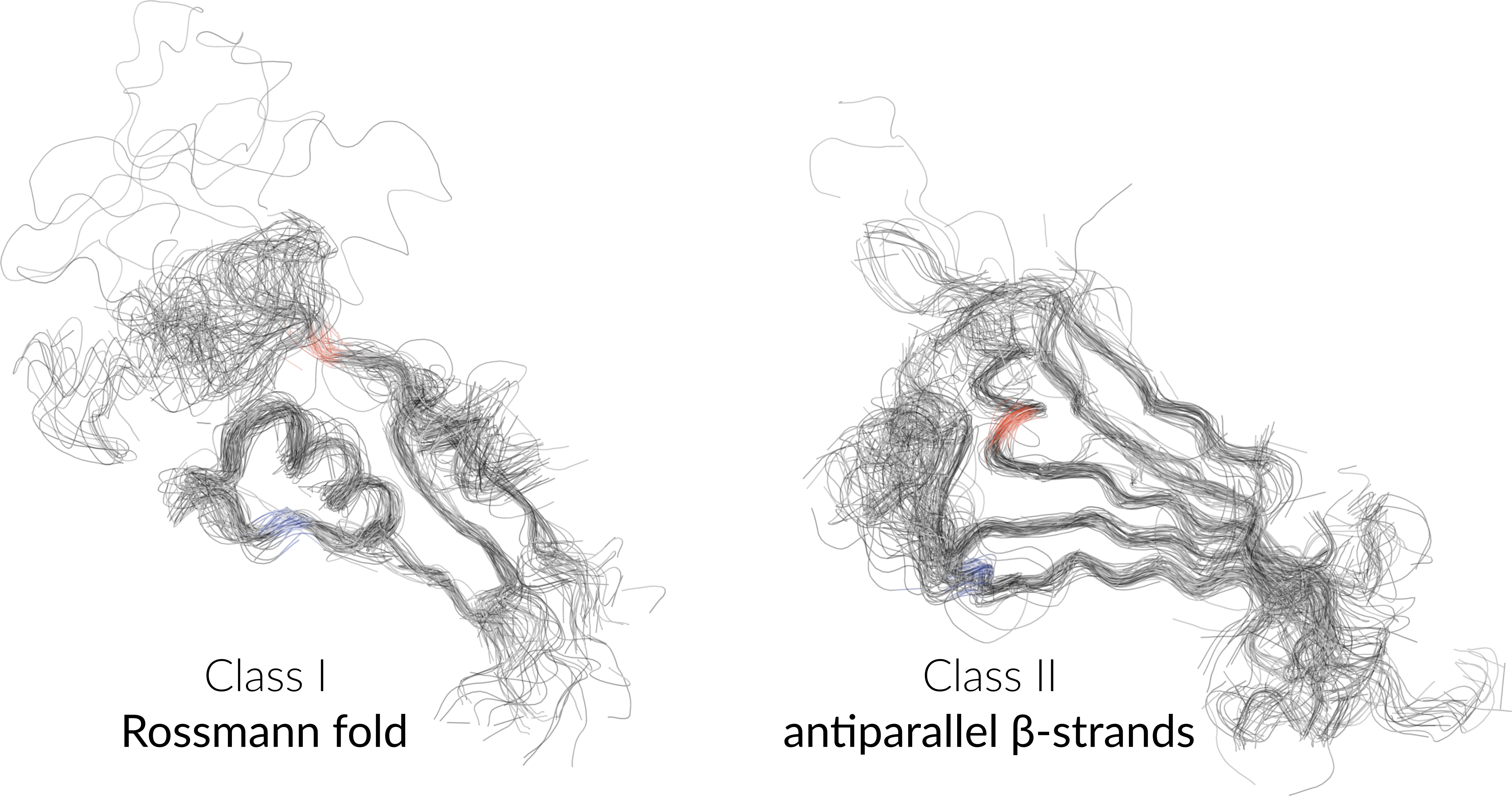
Alinhamento dos domínios centrais das aminoacil-tRNA sintetases classe I e classe II. Resíduos do sítio de ligação essencial (suportes de espinha dorsal e pinças de arginina) são coloridos. Resíduos N-terminais são destacados em azul, C-terminal em vermelho.

## Estruturas
Ambas as classes de aminoacil-tRNA sintetases são proteínas multidomínio.  Em um cenário típico, um aaRS consiste em um domínio catalítico (onde ocorrem ambas as reações acima) e um domínio de ligação do anticódon (que interage principalmente com a região do anticódon do tRNA).  Os RNAs de transferência para diferentes aminoácidos diferem não apenas em seu anticódon, mas também em outros pontos, dando a eles configurações globais ligeiramente diferentes.  As aminoacil-tRNA sintetases reconhecem os tRNAs corretos principalmente por meio de sua configuração geral, não apenas por meio de seu anticódon.  Além disso, alguns aaRSs possuem domínios de ligação de RNA adicionais e domínios de edição que clivam moléculas de aminoacil-tRNA pareadas incorretamente.